# Paket (postväsen)

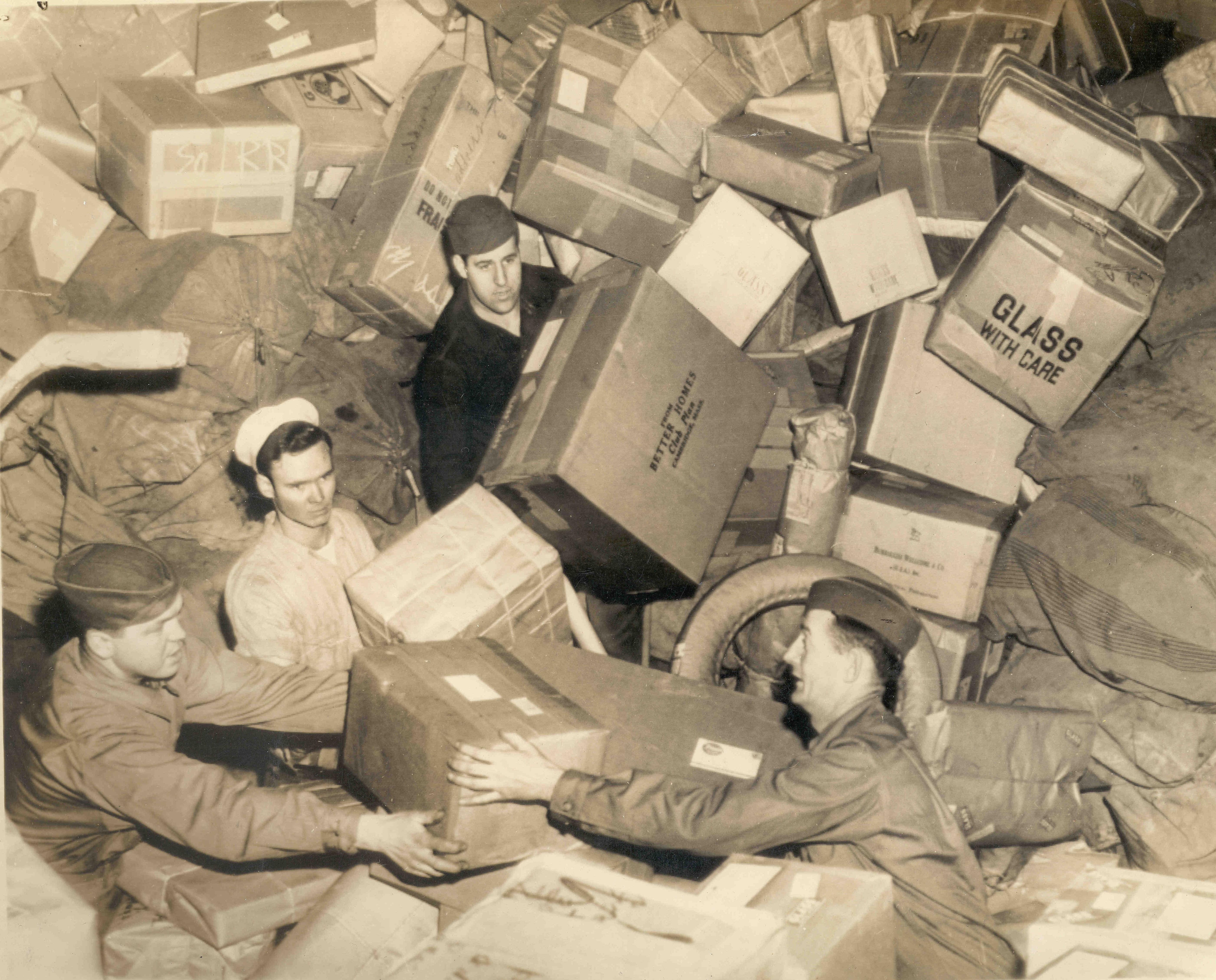

Ett paket är inom postväsendet en lättare försändelse. Maxvikten av ett paket kan anses vara det som en normal man maximalt orkar hantera utan tekniska hjälpmedel. Denna vikt ligger på 35 kg även om att man numera i realiteten inte hanterar paket tyngre än 20 kg manuellt.
Ett paket är till skillnad mot brev ofta spårbart med ett kollinummer och oftast försäkrat mot förlust eller skada.

## Större paketbefordrare
- Posten
- DHL
- DB Schenker
- UPS
- TNT